# Ibigny
Ibigny település Franciaországban, Moselle megyében. Lakosainak száma 90 fő (2022. január 1.). Ibigny Foulcrey, Gondrexange, Richeval és Saint-Georges községekkel határos.

## Népesség
A település népességének változása:
| Lakosok száma | 122  | 95   | 85   | 87   | 110  | 103  | 97   | 96   | 94   | 90   |
|               | 1968 | 1982 | 1990 | 2006 | 2013 | 2015 | 2017 | 2019 | 2020 | 2022 |